# Santa Clara (Teksas)
Santa Clara – miasto w Stanach Zjednoczonych, w stanie Teksas, w hrabstwie Guadalupe.